# Range Rover

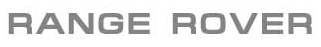
Logo van Range Rover

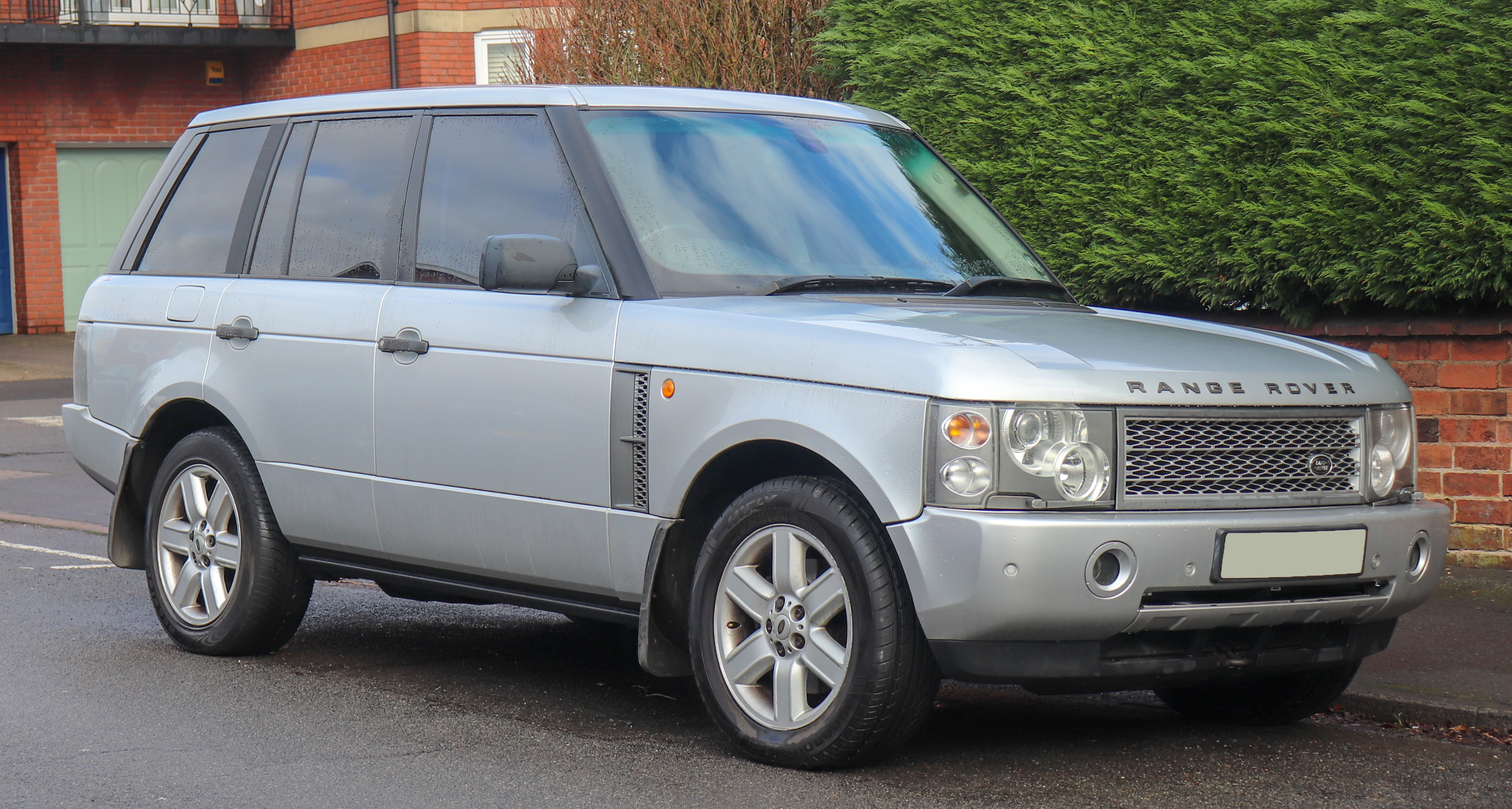
Range Rover HSE (derde generatie)

De Range Rover is een vierwielaangedreven/luxe SUV geproduceerd door Land Rover en als model geïntroduceerd in 1970.

## Kenmerken
Vanaf het eerste ontwerp is de Range Rover een van de meest luxueuze auto's geweest, hoewel terreincapaciteiten altijd voorop hebben gestaan. Het voertuig bleek niet alleen zeer populair in het Verenigd Koninkrijk maar in de hele wereld. Enthousiasten kennen het originele model als de Range Rover Classic, de tweede generatie als de P38A en derde generatie als de L322. De vierde generatie is bekend als de L405 en de vijfde generatie als de L460.
De Range Rover was gebouwd op een laddertype-chassis net als de toenmalige Series Land Rover, maar maakte gebruik van spiraalveren in plaats van bladveren, had permanente vierwielaandrijving, had rondom schijfremmen en werd aangedreven door een aluminium Rover V8-motor met 3528 cc (3947 cc in latere varianten).
De naamgeving is voor sommigen verwarrend. Het merk is Land Rover. Het model is Range Rover. Van de Range Rover zijn diverse uitvoeringen zoals HSE, Vogue en Autobiography. Dan is er nog de motorisering: TDV6, TDV8 en Supercharged. Voluit kan men bijvoorbeeld van een Land Rover Range Rover TDV8 Autobiography spreken. Daarnaast voert Toyota nog een model met de hierop gelijkende naam Land Cruiser.

## 2001-2004
Bij de lancering van de L322 Range Rover was Land Rover nog in bezit van de BMW-groep. De ontwikkeling van de L322 was in die tijd een van de duurste projecten ooit van BMW, omdat de vorige versies van Range Rovers niet de betrouwbaarheid en technologie bezaten, die van hen verwacht werden.
BMW heeft hierdoor het luchtveringsysteem zeer grondig doorontwikkeld. De luchtvering is verstelbaar in vijf hoogtes : access-modus, snelweg, normaal, offroad en extra offroad. Niet al deze hoogtes zijn door de bestuurder selecteerbaar: de snelwegmodus zal enkel geactiveerd worden als men 90 seconden harder dan 80 rijdt en de extra offroadmodus zal pas bij het vastzitten van het voertuig geactiveerd worden. Het systeem kan namelijk door sensoren aanvoelen of er een gewichtsverlies op een van de wielen is. De andere modi zijn vrij selecteerbaar mits enkele restricties zoals snelheid en aanhangwagenmodus. In offroadmodus zal eveneens de luchtvering kruiselings gaan werken waardoor men meer articulatie krijgt.
Bij de lancering was de Range Rover een van de eerste wagens met een volledig elektronische automatische vijfversnellingsbak en deze bracht de kracht van de BMW 3.0 TD6-diesel of 4.4 V8-benzine over tot de vier wielen. Deze vier wielen zijn allemaal onafhankelijk geveerd en men gebruikt een torsendifferentieel om de aandrijfkracht te regelen naar de vooras en naar de achteras. De Range Rover bezit een open differentieel in zowel de vooras als de achteras. Eventuele slip zal worden beperkt door het DSC-systeem dat afzonderlijk de remmen zal bedienen bij een wiel dat slipt. De L322 was ook uitgerust met LED-technologie in de achterremlichten.
Het modeljaar 2001-2006 herkent men aan de voorlichten die uit twee delen bestaan en de achterlichten die amber-roodkleurig zijn. Alsook de optie met een gps die afkomstig is van BMW. Wel zijn er enkele laatste 2004-modellen die een touchscreen-gps bezitten en deze zijn te herkennen aan de antenne op het dak.

## 2004-2006
De grootste veranderingen:
- Exterieur: hierbij zijn de koplampen uit één deel vervaardigd en zijn deze ook in de grille verwerkt. De zijdelingse kieuwen bestaan uit drie delen. De achterlichten zijn nu enkel wit/rood en bezitten een US-zijstrip.
- Interieur: hierin is enkel de touch-gps nog verkrijgbaar.

## 2007-2012
In 2007 werd afscheid genomen van de BMW-motoren. De 3.6 TDV8-motor werd geïntroduceerd. Later werd deze vervangen door een 4.4 TDV8-motor met meer vermogen en minder uitstoot. De 4.4 TDV8 kreeg ook een nieuwere versnellingsbak. De Range Rover kreeg een upgrade van het interieur met een moderner dashboard. Het exterieur kreeg een minimale aanpassing met mesh grille (duurdere uitvoeringen). Verder waren er geen grote wijzigingen. De standaard HSE-uitvoering wordt weinig verkocht. De luxere Vogue is de meest populaire uitvoering. De exclusieve Autobiography-uitvoering werd in gelimiteerde oplage verkocht en bood naast veel extra features diverse gepersonaliseerde opties zoals parellak, exclusief leer en notenhout.

## 2013
Het Brits/Indiase Tata kocht Jaguar Land Rover en investeerde veel in de ontwikkeling van nieuwe modellen. In 2012 werd de nieuwe Range Rover geïntroduceerd, met modelnummer L405. Deze auto is tot 450 kilo lichter dankzij gebruik van aluminium en andere lichte materialen en andere motoren. Een TDV6-motor is de basis, maar biedt al evenveel kracht als de 4.4 TDV8 van de vorige generatie. De nieuwe TDV8 is zuiniger en krachtiger. Er is ook een supercharged-benzinevariant mogelijk. Het nieuwe model is geen grote revolutie maar evolutie. Het blijft onmiskenbaar een Range Rover, maar is iets meer gestileerder, zoals de Range Rover Evoque, met rondere vormen. De 'kieuwen' die bij de vorige versies een belangrijke luchtinlaatfunctie hadden zijn nu puur als designelement in de deuren opgenomen. Het interieur werd gemoderniseerd en ontdaan van veel knoppen.

## Hybride model
In 2013 werd bekend dat de hybrideversie van de Range Rover en Range Rover Sport geheel productieklaar zijn.
In een tijd waar veel autoproducenten de hybridemodellen ontwerpen en aanleveren blijft ook Range Rover hier niet in achter. De auto’s van Range Rover zijn over de jaren steeds sterker gemoderniseerd maar op het gebied van efficiëntie viel nog genoeg winst te behalen. Door een hybridevoertuig te creëren hoopt Range Rover dit dus te bereiken. De conventionele verbrandingsmotor zal samenwerken met een elektromotor waardoor aan CO2 uitstoot zo’n 30g/km bespaard zal worden. Daarnaast zal het verbruik aanzienlijk verminderd worden in de hybride variant. De vooruitzichten onthullen dat het totale verbruik terug zal lopen met 1,5 l/100km.
Ook in de hybride variant kan men kiezen voor een verbrandingsmotor die loopt op diesel en een die loopt op benzine. De dieselvariant die vanaf begin 2014 geleverd zou worden voor de nieuwe Range Rover beschikt over een SDV6-motor in combinatie met een elektromotor. Samen zijn deze motoren goed voor 340 pk systeemvermogen. De hybride stoot 169 g/km aan CO₂ uit. Het (theoretische) verbruik ligt op 6,4 l/100 km ofwel 1 op 15,6.
Verder is de emissie een nieuwe focus van Range Rover. Door de elektromotor worden allereerst de acceleraties verbeterd. Daarnaast fungeert de elektromotor ook als dynamo door energie terug te winnen door het remmen waardoor de accu wordt opgeladen. Hierdoor kan men bij een maximumsnelheid van 48km/h ongeveer 1,6 kilometer geheel elektrisch rijden zonder de V6-dieselmotor.

## 2016

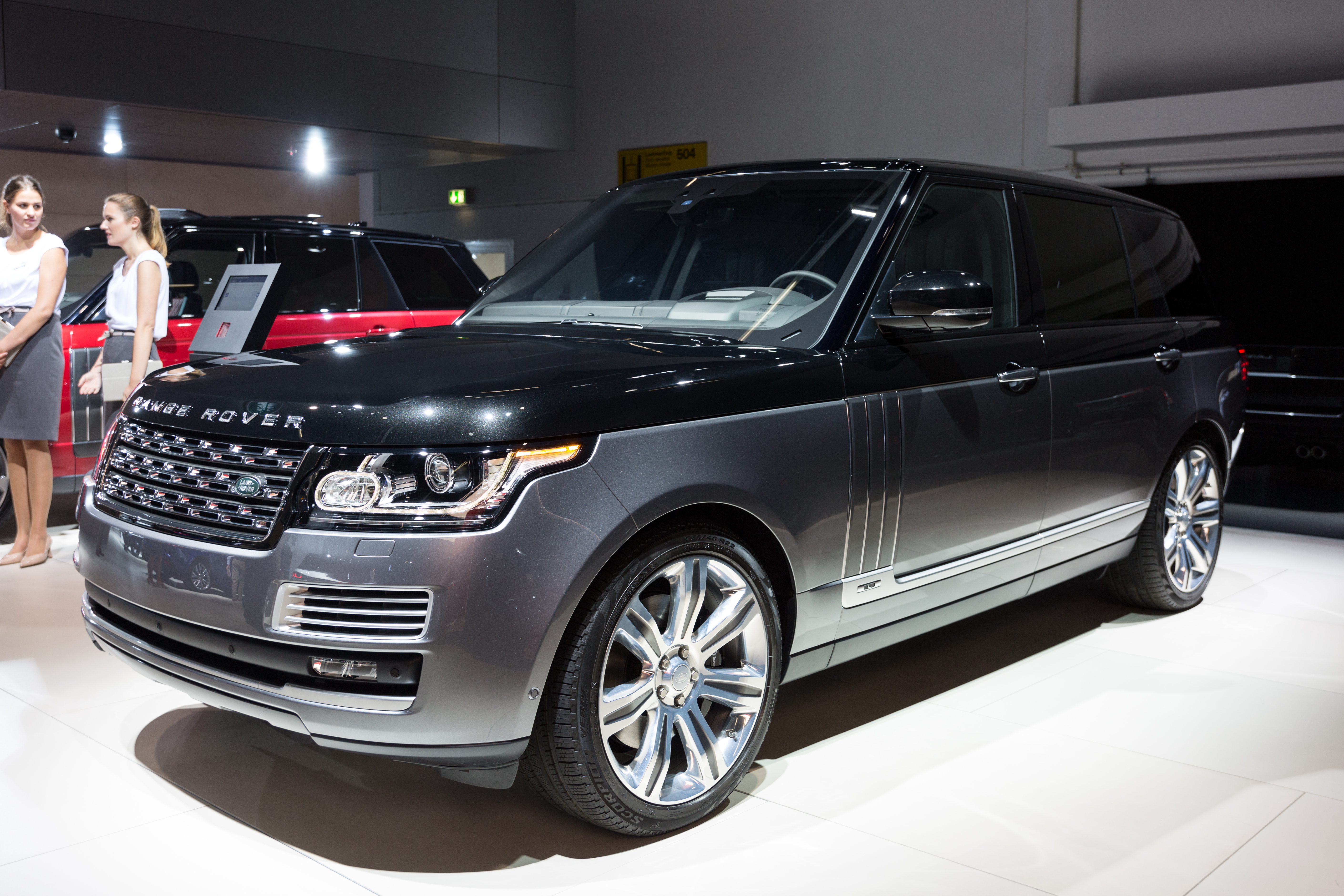
SVAutobiography (modeljaar 2016)

Land Rover toonde in primeur op de New York International Auto Show 2015 de Range Rover SVAutobiography L met nieuwe top-end features van Range Rover voor het modeljaar 2016. Ontwikkeld door het "Special Vehicle Operations" team, is de SVAutobiography met twee wielbases beschikbaar en is er een tweekleurige "duo-tone"-carrosserie styling en een nieuwe grille in donker grafiet en gepolijst chroom. Land Rover gebruikte hoogwaardige materialen zoals leer, houttoepassingen en gedecoreerd aluminium in het interieur.

## 2021

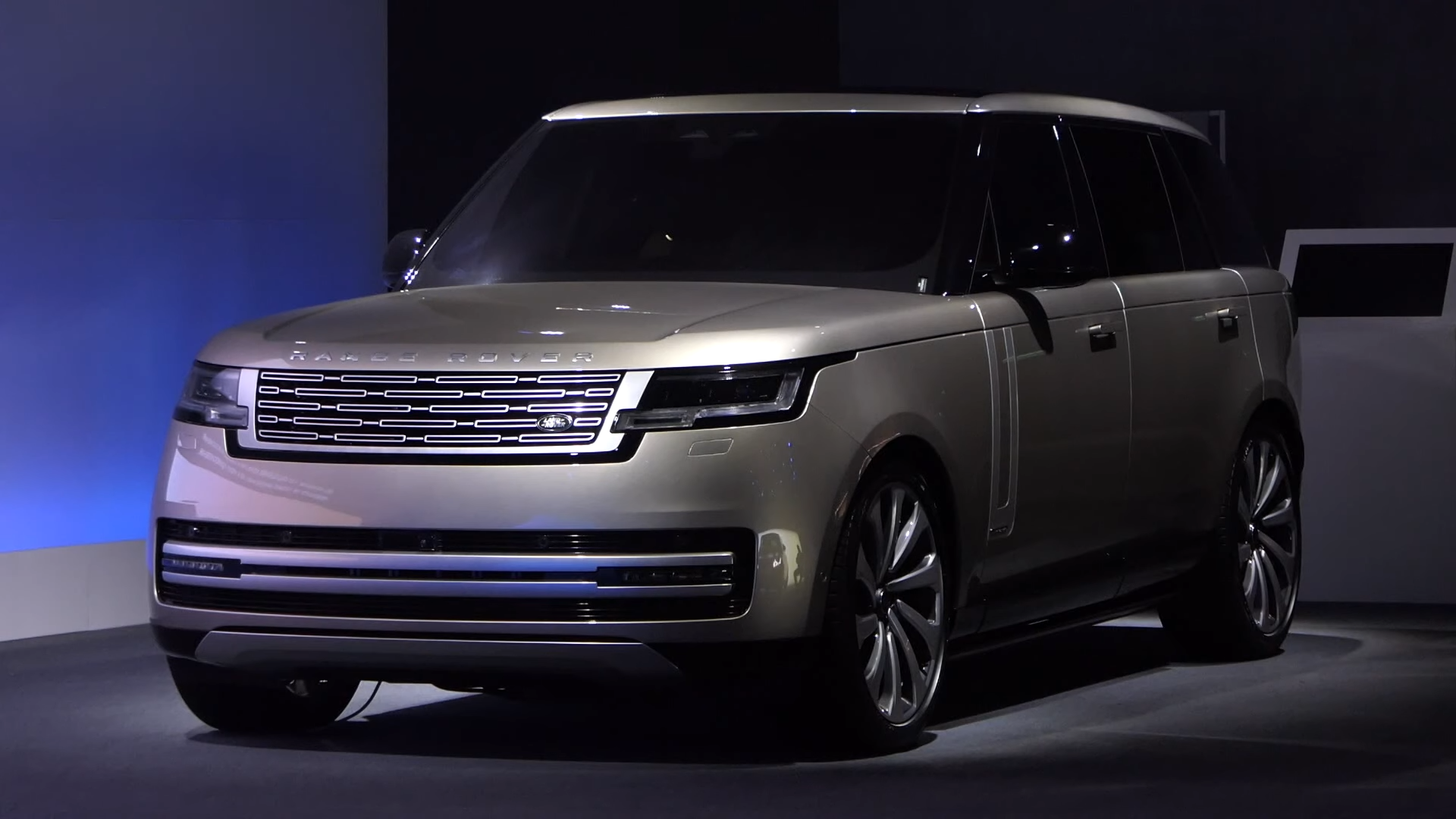
Range Rover (vijfde generatie)

In oktober 2021 werd de vijfde generatie van de Range Rover geïntroduceerd, met modelnummer L460. Deze generatie is gebaseerd op een nieuw platform met de bedoeling om het gewicht te verminderen en de rijdynamiek te verbeteren. De wagen is beschikbaar in standaarduitvoering of met verlengde wielbasis. Voor het eerst is er ook een zevenzitter verkrijgbaar.
Range Rover biedt de keuze uit twee benzinemotoren en een dieselmotor. De 3,0-liter zes-in-lijn turbomotor heeft een vermogen van 294 kW (400 pk) met een koppel van 550 Nm en de 5,0-liter V8 turbomotor is goed voor 390 kW (530 pk) en een koppel van 750 Nm. De 3,0-liter zes-in-lijn turbodiesel levert afhankelijk van de uitvoering een vermogen van 183 kW (249 pk) tot 258 kW (350 pk) met een koppel van respectievelijk 600 en 700 Nm. Ook zijn er een tweetal plug-in hybride aandrijflijnen beschikbaar. Deze aandrijflijnen combineren een 6 cilinder benzinemotor met een elektromotor en leveren 440 of 510pk. In 2024 wordt een volledig elektrische versie verwacht.
In productie:
Defender ·
Discovery Sport ·
Discovery ·
Range Rover Evoque ·
Range Rover Velar ·
Range Rover Sport ·
Range Rover
Niet meer in productie:
Series 1 ·
Series 2 ·
Series 3 ·
Freelander ·
Defender